# Dharmendra

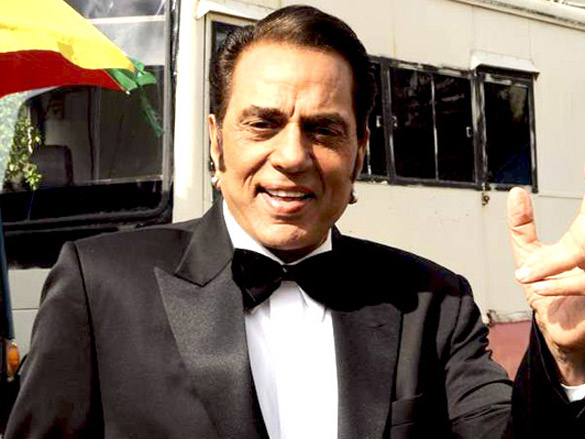
Dharmendra (2011)

Dharmendra (Hindi: धर्मेन्द्र, Dharmendra; * 8. Dezember 1935 in Phagwara, Punjab; bürgerlicher Name: Dharam Singh Deol) ist ein indischer Filmschauspieler.

## Leben
Er arbeitete für eine amerikanische Bohrfirma, bevor er bei einem Filmfare Talentewettbewerb entdeckt wurde und nach Mumbai ging. 1960 hatte er sein Filmdebüt. Dharmendra wurde, auf das weibliche Publikum abzielend, in romantischen Liebhaberrollen besetzt. Ersten Erfolg hatte er in Bimal Roys Bandini (1963) mit Nutan. Später war er in einer Reihe von Filmen an der Seite von Meena Kumari zu sehen. Als seine schauspielerisch gelungenste Leistung gilt seine Rolle in Satyakam (1969) von Hrishikesh Mukherjee.
In den 1970er Jahren verkörperte er mit durchschlagendem Erfolg Pistolenhelden in actionlastigen Unterhaltungsfilmen, die neben den üblichen Tanz- und Musikeinlagen mit viel Humor „gewürzt“ waren und deshalb mit dem Begriff „Currywestern“ versehen wurden. Dharmendra spielte die Hauptrolle in Sholay – Bollywoods erfolgreichstem Film aller Zeiten – gemeinsam mit Amitabh Bachchan, Sanjeev Kumar und Hema Malini. Mit Malini, die seine zweite Ehefrau wurde, drehte er weitere Filme, darunter die sowjetisch-indische Koproduktion Ali Baba und die 40 Räuber aus dem Jahr 1980, in der er den Ali Baba verkörpert. Ab den 1980er Jahren wurden seine Filme qualitativ immer schwächer.
Obwohl Dharmendra während seiner Karriere keinen Einzelpreis für einen seiner Filme errang, wurde er für das Jahr 1996 mit dem Filmfare Award für sein Lebenswerk ausgezeichnet. Er wirkte in mehr als 200 Filmen mit.
Dharmendra hat seine beiden Söhne aus erster Ehe, Sunny und Bobby Deol, erfolgreich in Bollywood als Schauspieler etablieren können. Seine Tochter Esha aus der Ehe mit Hema Malini ist seit 2002 ebenfalls Bollywoodschauspielerin. Dharmendra ist politisch für die Bharatiya Janata Party (BJP) aktiv und seit 2004 Parlamentsmitglied.
2012 wurde er mit dem indischen Staatsorden Padma Bhushan ausgezeichnet.

## Filmografie
- 1960: Dil Bhi Tera Hum Bhi Tere
- 1961: Shola Aur Shabnam
- 1961: Boy Friend
- 1962: Soorat Aur Seerat
- 1962: Anpadh
- 1962: Wedding Celebration
- 1963: Bandini
- 1963: Begaana
- 1964: Pooja Ke Phool
- 1964: Mera Qasoor Kya Hai
- 1964: Haqeeqat
- 1964: Ganga Ki Lahren
- 1964: Ayee Milan Ki Bela
- 1964: Aap Ki Parchhaiyan
- 1964: Main Bhi Ladki Hoon
- 1965: Purnima
- 1965: Neela Aakash
- 1965: Kaajal
- 1965: Chand Aur Suraj
- 1965: Akashdeep
- 1966: Phool Aur Patthar
- 1966: Mohabbat Zindagi Hai
- 1966: Mamta
- 1966: Dil Ne Phir Yaad Kiya
- 1966: Devar
- 1966: Baharen Phir Bhi Aayengi
- 1966: Anupama
- 1966: Aaye Din Bahar Ke
- 1967: Majhli Didi
- 1967: Jab Yaad Kisi Ki Aati Hai
- 1967: Ghar Ka Chirag
- 1967: Dulhan Ek Raat Ki
- 1967: Chandan Ka Palna
- 1968: Shikar
- 1968: Mere Hamdam Mere Dost
- 1968: Izzat
- 1968: Baharon Ki Manzil
- 1968: Baazi
- 1968: Ankhen
- 1969: Yakeen
- 1969: Satyakam
- 1969: Pyar Hi Pyar
- 1969: Khamoshi (Gastauftritt)
- 1969: Aya Sawan Jhoom Ke
- 1969: Aadmi Aur Insaan
- 1970: Tum Haseen Main Jawaan
- 1970: Sharafat
- 1970: Mera Naam Joker
- 1970: Kankan De Ole
- 1970: Kab? Kyoon? Aur Kahan?
- 1970: Jeevan Mrityu
- 1970: Ishq Par Zor Nahin
- 1971: Rakhwala
- 1971: Naya Zamana
- 1971: Mera Gaon Mera Desh
- 1971: Guddi
- 1972: Seeta Aur Geeta
- 1972: Samadhi
- 1972: Raja Jani
- 1972: Lalkaar
- 1972: Anokha Milan
- 1973: Yaadon Ki Baaraat
- 1973: Do Chor
- 1973: Phagun
- 1973: Keemat
- 1973: Kahani Kismat Ki
- 1973: The Gold Medal
- 1973: Jugnu
- 1973: Black Mail
- 1973: Loafer
- 1973: Jheel Ke Us Paar
- 1973: Jwar Bhata
- 1974: Resham Ki Dori
- 1974: Patthar Aur Payal
- 1974: Pocketmaar
- 1974: Dukh Bhanjan Tera Naam
- 1974: Do Sher
- 1974: Dost
- 1974: International Crook
- 1975: Teri Meri Ik Jindri
- 1975: Saazish
- 1975: Pratigya
- 1975: Kahte Hain Mujhko Raja
- 1975: Ek Mahal Ho Sapnon Ka
- 1975: Dhoti Lota Aur Chowpatty
- 1975: Chupke Chupke
- 1975: Chaitali
- 1975: Apne Dushman
- 1975: Sholay
- 1976: Santo Banto
- 1976: Charas
- 1976: Maa
- 1977: Tinku
- 1977: Swami
- 1977: Mit Jayenge Mitane Wale
- 1977: Kinara
- 1977: Khel Khiladi Ka
- 1977: Dream Girl
- 1977: Do Chehere
- 1977: Dharam Veer
- 1977: Charandas
- 1977: Chala Murari Hero Banne
- 1977: Chacha Bhatija
- 1978: Giddha
- 1978: Shalimar / Raiders of Shalimar
- 1978: Phandebaaz
- 1978: Dillagi
- 1978: Azaad
- 1979: Dil Kaa Heera
- 1979: Kartavya
- 1980: Ram Balram
- 1980: The Burning Train
- 1980: Chunaoti
- 1980: Ali Baba und die 40 Räuber (Alibaba Aur Chalis Chor)
- 1980: Insaaf Ka Tarazu (Gastauftritt)
- 1981: Putt Jattan De
- 1981: Professor Pyarelal
- 1981: Krodhi
- 1981: Katilon Ke Kaatil
- 1981: Aas Paas
- 1981: Naseeb
- 1982: Teesri Aankh
- 1982: Samraat
- 1982: Main Intequam Loonga
- 1982: Ghazab
- 1982: Do Dishayen
- 1982: Baghawat
- 1982: Badle Ki Aag
- 1982: Rajput
- 1982: Meharbaani
- 1983: Ambrì
- 1983: Razia Sultan
- 1983: Naukar Biwi Ka
- 1983: Jaani Dost
- 1983: Andha Kanoon (Gastauftritt)
- 1983: Qayamat
- 1984: Sunny
- 1984: Ranjhan Mera Yaar
- 1984: Raaj Tilak
- 1984: Jeene Nahi Doonga
- 1984: Jagir
- 1984: Dharam Aur Kanoon
- 1984: Baazi
- 1984: Insaaf Kaun Karega
- 1984: Jhootha Sach
- 1985: Karishma Kudrat Kaa
- 1985: Ghulami
- 1985: Sitamgar
- 1986: Saveray Wali Gaadi
- 1986: Mohabbat Ki Kasam
- 1986: Main Balwan
- 1986: Sultanat
- 1987: Watan Ke Rakhwale
- 1987: Mera Karam Mera Dharam
- 1987: Mard Ki Zabaan
- 1987: Insaaf Ki Pukar
- 1987: Dadagiri
- 1987: Aag Hi Aag
- 1987: Insaniyat Ke Dushman
- 1987: Loha
- 1987: Hukumat
- 1987: Jaan Hatheli Pe
- 1988: Zalzala
- 1988: Soorma Bhopali
- 1988: Sone Pe Suhaaga
- 1988: Saazish
- 1988: Khatron Ke Khiladi
- 1988: Mardon Wali Baat
- 1988: Mahaveera
- 1988: Paap Ko Jalaa Kar Raakh Kar Doonga
- 1988: Ganga Tere Desh Mein
- 1989: Sachai Ki Taqat
- 1989: Nafrat Ki Aandhi
- 1989: Hathyar
- 1989: Kasam Suhaag Ki
- 1989: Ilaaka
- 1989: Batwara
- 1989: Elaan-E-Jung
- 1989: Sikka
- 1989: Shehzaade
- 1989: Vardi
- 1990: Veeru dada
- 1990: Qurbani Jatt Di
- 1990: Pyaar Ka Karz
- 1990: Nakabandi
- 1990: Humse Na Takrana
- 1991: Trinetra
- 1991: Mast Kalandar
- 1991: Kohraam
- 1991: Hag Toofan
- 1991: Farishtay
- 1991: Paap Ki Aandhi
- 1991: Dushman Devta
- 1992: Zulm Ki Hukumat
- 1992: Waqt Ka Badshah
- 1992: Tahalka
- 1992: Virodhi
- 1992: Khule-Aam
- 1992: Humlaa
- 1992: Kal Ki Awaz
- 1993: Agnee Morcha
- 1993: Kundan
- 1993: Kshatriya
- 1994: Maha Shaktishaali
- 1994: Jodh Juaari
- 1995: Policewala Gunda
- 1995: Maidan-E-Jung
- 1995: Aazmayish
- 1995: Taaqat
- 1995: Hum Sab Chor Hain
- 1995: Fauji
- 1995: Veer
- 1996: Smuggler
- 1996: Return of Jewel Thief
- 1996: Himmatvar
- 1996: Aatank
- 1996: Mafia
- 1997: Loha
- 1997: Jeeo shaan se
- 1997: Gundagardi
- 1997: Dharma Karma
- 1997: Jeeo Shaan Se
- 1998: hamaara faisla
- 1998: Pyaar Kiya To Darna Kya
- 1998: Zulm O Situm
- 1999: Nyaydaata
- 1999: Lohpurush
- 2000: Sultaan
- 2000: Dacait
- 2000: Meri Jung Ka Elaan
- 2000: Jallad No. 1
- 2000: Bhai Thakur
- 2002: Reshma aur Sultan
- 2003: Kaise Kahoon Ke Pyaar Hai
- 2003: TADA
- 2004: Hum Kaun Hai? (Gastauftritt)
- 2004: Kis Kis Ki Kismat
- 2007: Metro: Die Liebe kommt nie zu spät (Life in a Metro)
- 2007: Apne
- 2007: Johnny Gaddaar
- 2007: Om Shanti Om (Gastauftritt)
- 2009: Har Pal